# Royal Harwood Frost
Royal Harwood Frost (Salem, 25 febbraio 1879 – Shreveport, 11 maggio 1950) è stato un astronomo statunitense.

## Carriera
Tra il 1896 e il 1908 fu assistente all'Harvard College Observatory sotto la direzione di Edward Charles Pickering, lavorando tra il 1902 e il 1905 ad Arequipa in Perù nell'allora sede dell'Osservatorio Boyden al completamento dell'IC II.
Quando nel 1926 la sede dell'osservatorio Boyden venne trasferita in Sudafrica, gli fu offerta una nuova posizione ma Frost preferì aprire un allevamento in Perù. Più tardi, tornato negli Stati Uniti si stabilì prima a Fort Worth e quindi a 
Shreveport.
Il Minor Planet Center gli accredita la scoperta dell'asteroide 505 Cava effettuata il 21 agosto 1902.